# Raquel del Rosario
Raquel del Rosario Macías (Teror, 3 novembre 1982) è una cantante spagnola.
È stata la voce del gruppo pop rock El Sueño de Morfeo.

## Biografia
Nata sull'isola di Gran Canaria, Raquel è la seconda di sei figli. Nel 2000 lasciò la sua terra d'origine per trasferirsi definitivamente nelle Asturie.
Conobbe il pilota di Formula 1 Fernando Alonso durante uno show radiofonico spagnolo per la stazione Cadena 100. Sebbene da tempo circolassero voci su un matrimonio tra i due, avvenuto in segreto su un'isola alle Maldive alla fine del 2006, inizialmente entrambi negarono la cosa; la notizia venne tuttavia confermata più volte dallo stesso Alonso tra il febbraio e l'agosto del 2008. Il 20 dicembre 2011 la coppia annunciò congiuntamente la loro separazione, decisa di comune accordo.

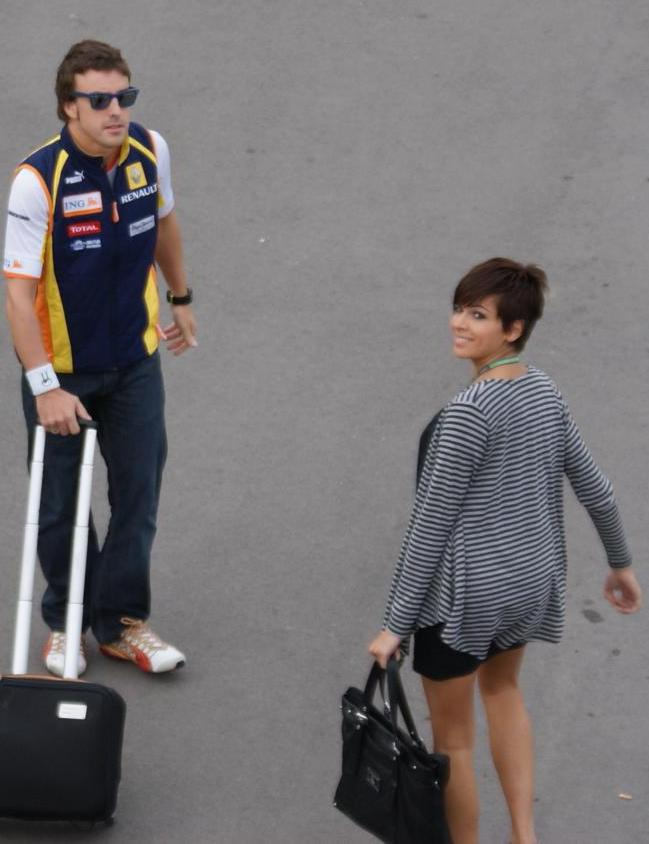
Raquel del Rosario con l'allora marito Fernando Alonso al Gran Premio di Spagna 2009

Intraprese in seguito una relazione con il fotografo e regista Pedro Castro, sposato alla fine del 2013. All'inizio del 2014 la coppia annunciò di essere in attesa del loro primo figlio, nato il 15 luglio successivo e chiamato Leo.

### Carriera
All'età di quattordici anni iniziò a scrivere canzoni. Conobbe tre anni più tardi l'artista asturiano David Feito, che allora faceva parte di un complesso di musica celtica. Nel 2000, insieme a Feito, formò la band degli Xemá, che avrebbe poi pubblicato un album nel 2002. Poco dopo i due incontrarono il musicista Juan Luis Suárez, e con lui nacque il trio El Sueño de Morfeo. Raquel nel gruppo ha ricoperto il ruolo di cantante, e ha composto la maggior parte dei brani con la consulenza di Juan e David.
Nel 2007 il gruppo collaborò con Nek nel brano Para ti sería (versione in lingua spagnola di Lascia che io sia), contenuta nell'edizione speciale dell'album En el cuarto 26 dell'artista italiano, e alla canzone Chocar, presente nella riedizione dell'album Nos vemos en el camino de El Sueño de Morfeo. Nel 2011 partecipò al Festival di Sanremo 2011, in coppia con Luca Barbarossa, con il brano Fino in fondo. Nel 2013, con El Sueño de Morfeo, prese parte all'Eurovision Song Contest di Malmö con il brano Contigo hasta el final.